# The Black Rose
The Black Rose is een Amerikaans-Britse avonturenfilm uit 1950 onder regie van Henry Hathaway. Destijds werd de film in Nederland uitgebracht onder de titel De zwarte roos.

## Verhaal
De Saksische edelman Walter van Gurnie voelt zich niet thuis in Engeland. Samen met zijn vriend Tristram Griffin maakt hij een reis naar het Verre Oosten. Ze maken er kennis met de Mongoolse krijgsheer Bayan. Wanneer ze doorreizen, komen ze in het keizerrijk China terecht.

## Rolverdeling
| Acteur                  | Personage                   |
| ----------------------- | --------------------------- |
| Tyrone Power            | Walter van Gurnie           |
| Orson Welles            | Bayan                       |
| Cécile Aubry            | Maryam                      |
| Jack Hawkins            | Tristram Griffin            |
| Michael Rennie          | Eduard I van Engeland       |
| Finlay Currie           | Alfgar                      |
| Herbert Lom             | Anthemus                    |
| Mary Clare              | Gravin Eleanor van Lessford |
| Robert Blake            | Mahmoud                     |
| Alfonso Bedoya          | Lu Chung                    |
| Gibb McLaughlin         | Wilderkin                   |
| James Robertson Justice | Simeon Beautrie             |
| Henry Oscar             | Broeder Roger Bacon         |
| Laurence Harvey         | Edmond                      |